# Општина Икоана (Олт)
Икоана (рум. Icoana) општина је у Румунији у округу Олт.
Oпштина се налази на надморској висини од 142 m.